# Anna Soós
Anna Soós (Cluj-Napoca, 8 de noviembre de 1959) es una matemática y profesora rumana.  
Estudió matemática la Facultad de Matemática de la UBB de Cluj-Napoca, y se doctoró en la misma universidad en 2002.

## Libros
- 2006 Teoría de la probabilidad a través de problemas y aplicaciones. Prensa de la Universidad de Cluj, Cluj.
- 2005: Elementos de estadística matemática. Editorial Universitaria, Cluj.
- 2002: Métodos de contracción en teoría fractal. Prensa de la Universidad de Cluj, Cluj.
- 2001: Elementos del cálculo de probabilidades. Editorial Universitaria, Cluj.